# Tytonidae
Famille
Les Tytonide (Tytonidae) sont une famille de rapaces nocturnes qui comprend environ une vingtaine d'espèces d'effraies et de phodiles.

## Description

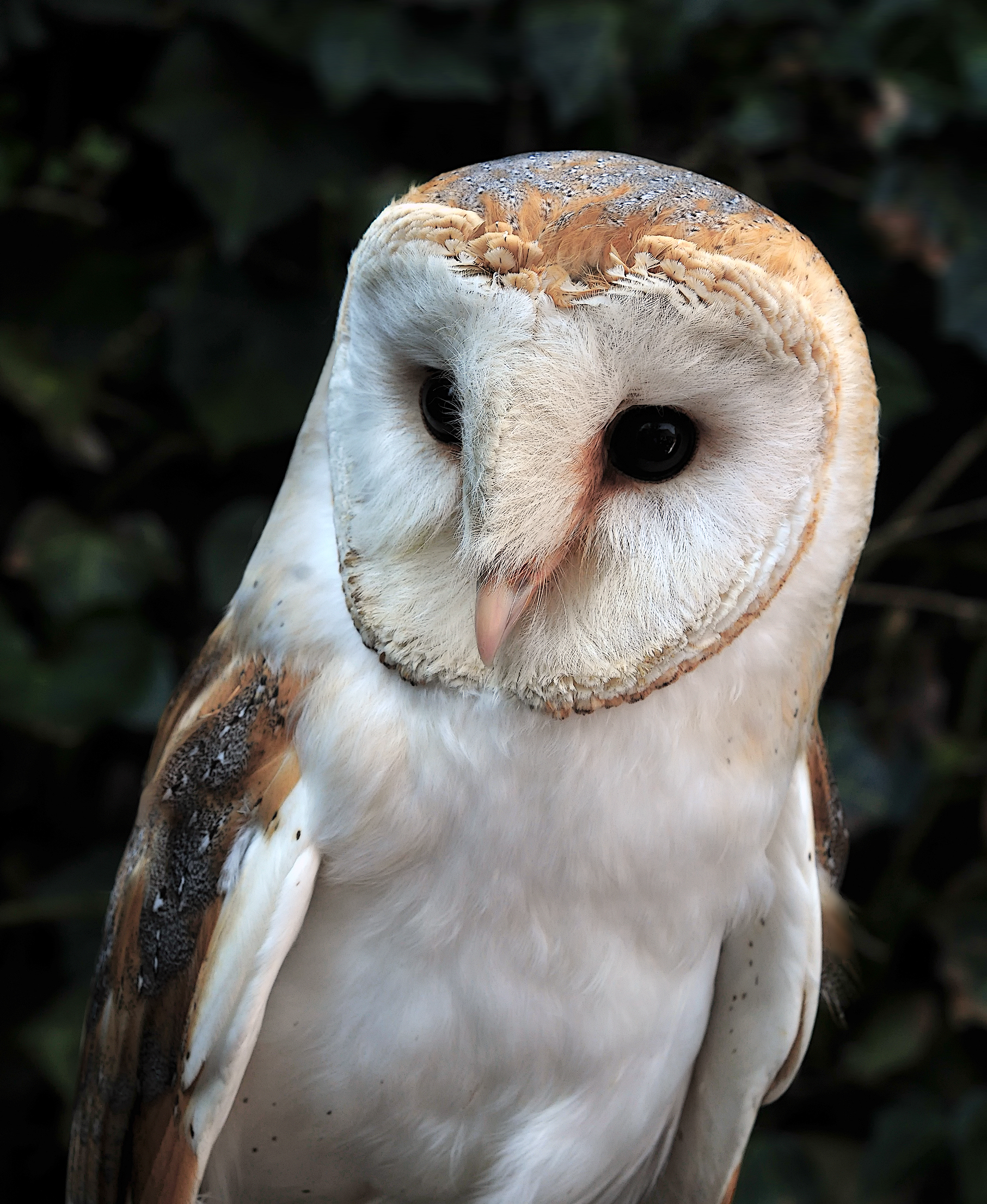
Effraie des clochers (Tyto alba).

Les Tytonide sont des chouettes à grosse tête et au disque facial en forme de cœur. Leurs pattes sont longues et munies de doigts puissants, habituellement avec des serres bien développées. 
Le plumage est généralement brun fauve et crème ou blanc, tacheté, moucheté ou barré. Les yeux sont noirs. 
Leur taille varie généralement de 23 à 57 centimètres de long, du bec à la queue.

## Répartition et milieu de vie
Cette famille est presque cosmopolite ; elle fréquente une large variété d'habitats, de la forêt dense au désert, en passant par les agglomérations. Elles vivent aussi bien dans des régions tempérées, froides ou même jusqu'aux tropiques, et du niveau de la mer jusqu'à près de 4 000 mètres d'altitude.

## Liste des genres
- Tyto Billberg, 1828 ;
- Phodilus Geoffroy Saint-Hilaire, I, 1830.

## Liste des espèces
D'après la classification de référence (version 14.1, 2024) de l'Union internationale des ornithologues, il y a 20 espèces de Tytonidae réparties en 2 genres.
Liste des genres et des espèces (ordre philogénique) :
Sous-famille des Tytoninae
genre Tyto Billberg, 1828
- Tyto tenebricosa (Gould, 1845) – Effraie ombrée ;
- Tyto multipunctata Mathews, 1912 – Effraie piquetée ;
- Tyto inexspectata (Schlegel, 1879) – Effraie de Minahassa  ;
- Tyto nigrobrunnea Neumann, 1939 – Effraie de Taliabu ;
- Tyto sororcula (Sclater, PL, 1883) – Effraie des Tanimbar  ;
- Tyto manusi Rothschild & Hartert, EJO, 1914 – Effraie de Manus ;
- Tyto aurantia (Salvadori, 1881) – Effraie dorée ;
- Tyto novaehollandiae (Stephens, 1826) – Effraie masquée ;
- Tyto rosenbergii (Schlegel, 1866) – Effraie des Célèbes ;
- Tyto soumagnei (Grandidier, A, 1878) – Effraie de Soumagne ;
- Tyto alba (Scopoli, 1769) – Effraie des clochers ;
- Tyto furcata (Temminck, 1827) - Effraie d'Amérique ;
- Tyto javanica (Gmelin, JF, 1788) – Effraie orientale ;
- Tyto deroepstorffi (Hume, 1875) – Effraie des Andaman ;
- Tyto glaucops (Kaup, 1852) – Effraie d'Hispaniola ;
- Tyto capensis (Smith, A, 1834) – Effraie du Cap ;
- Tyto longimembris (Jerdon, 1839) – Effraie de prairie ;
- Tyto prigoginei (Schouteden, 1952) – Effraie de Prigogine.

Sous-famille des Phodilinae
genre Phodilus Geoffroy Saint-Hilaire, I, 1830
- Phodilus badius (Horsfield, 1821) – Phodile calong ;
- Phodilus assimilis Hume, 1877 – Phodile de Ceylan.

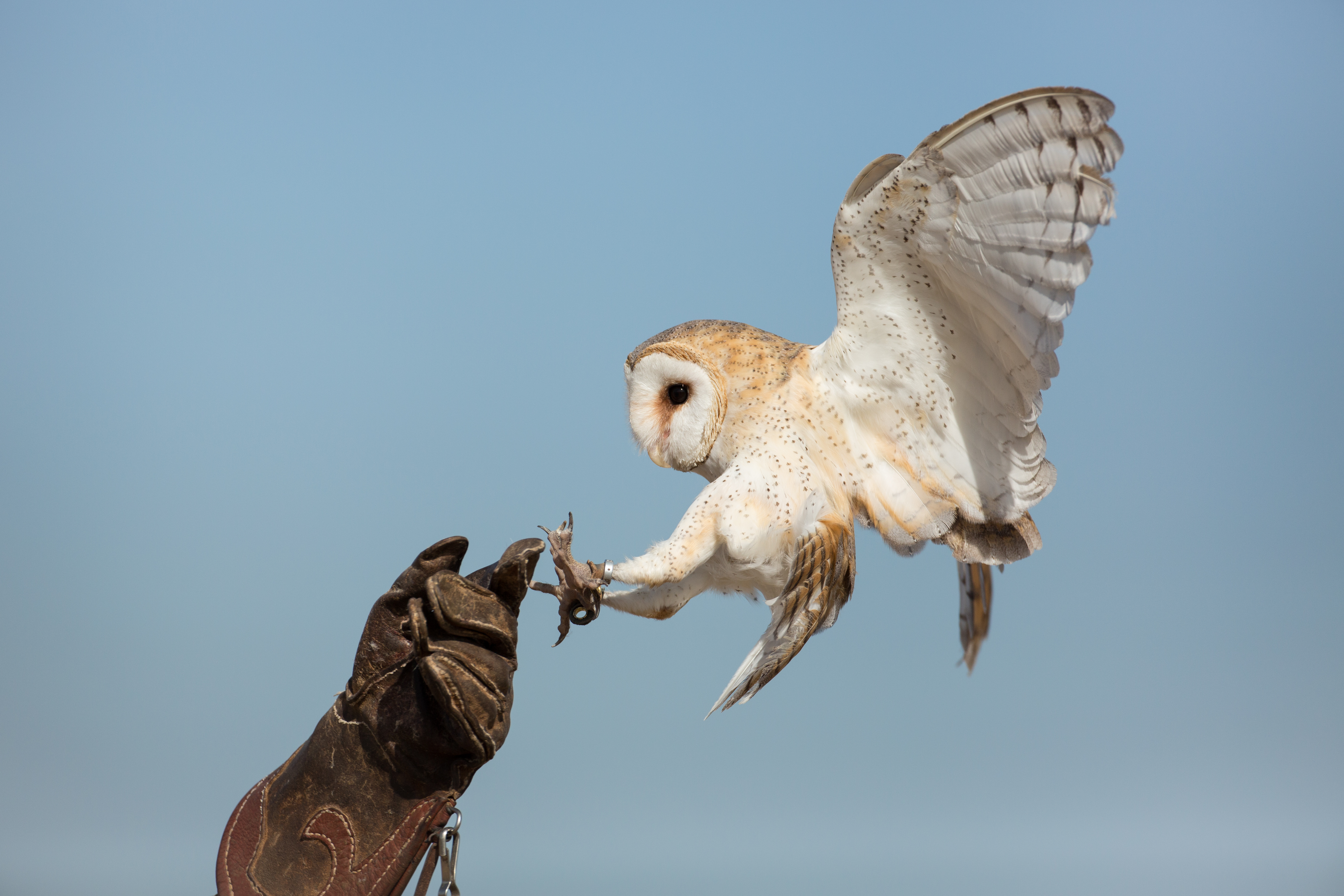
Tyto alba.
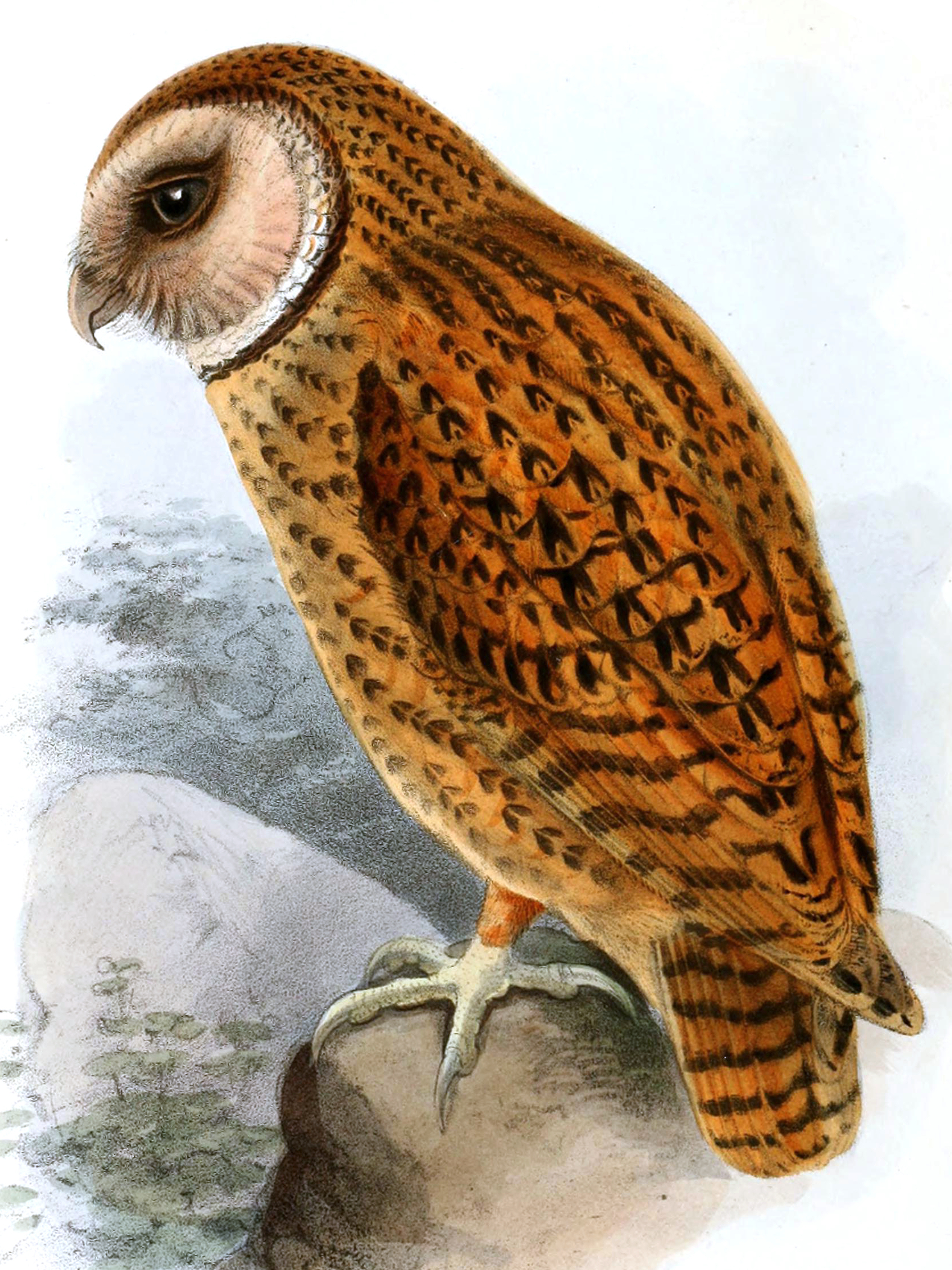
Tyto aurantia.
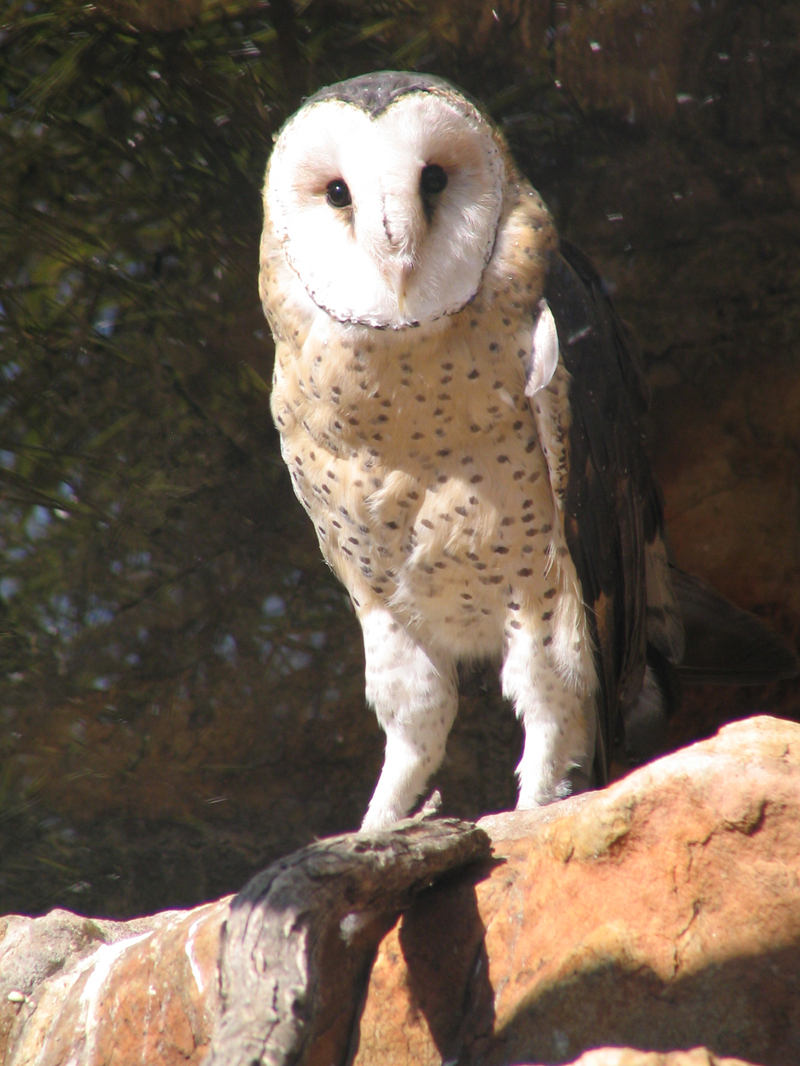
Tyto capensis.
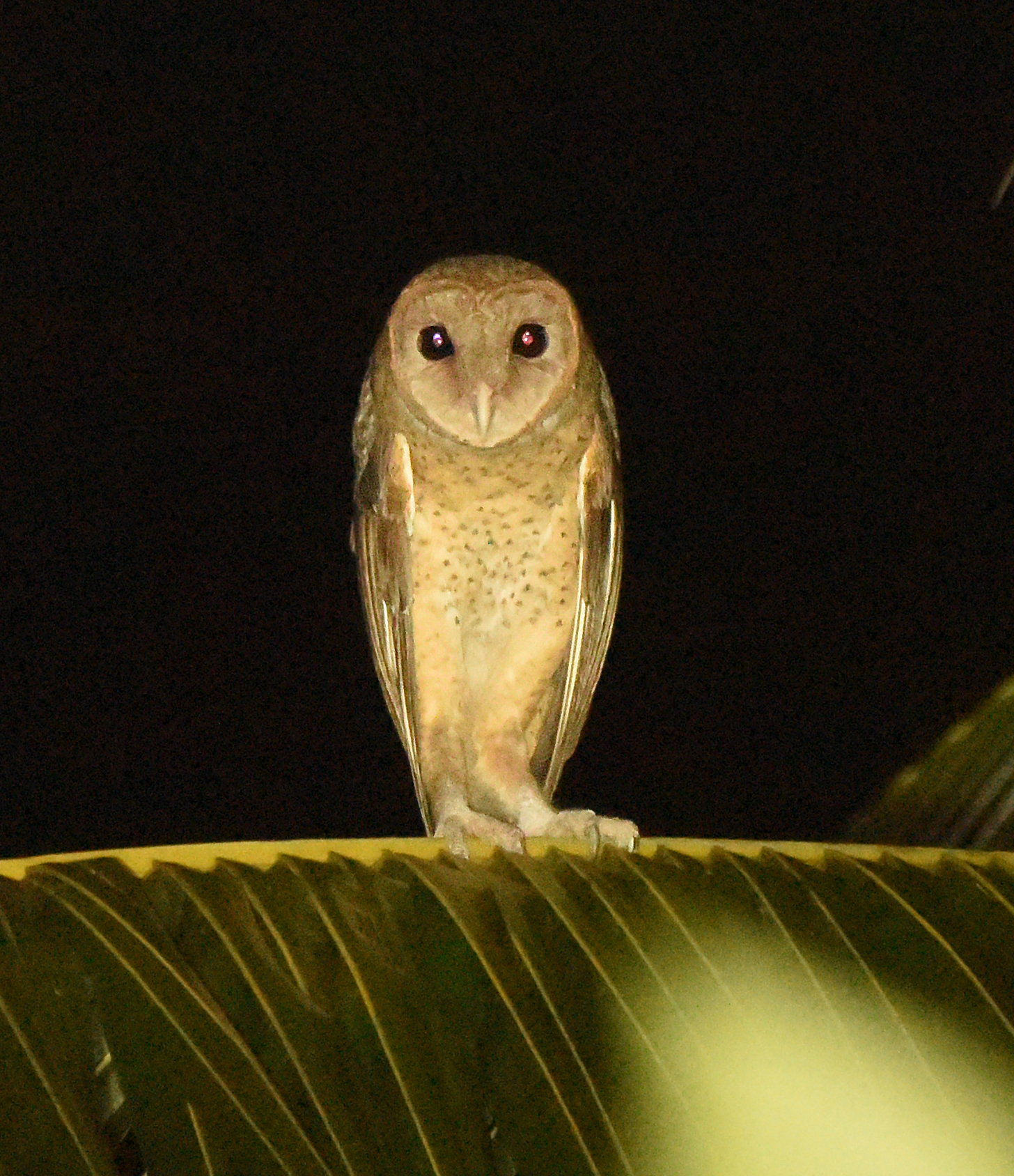
Tyto deroepstorffi.
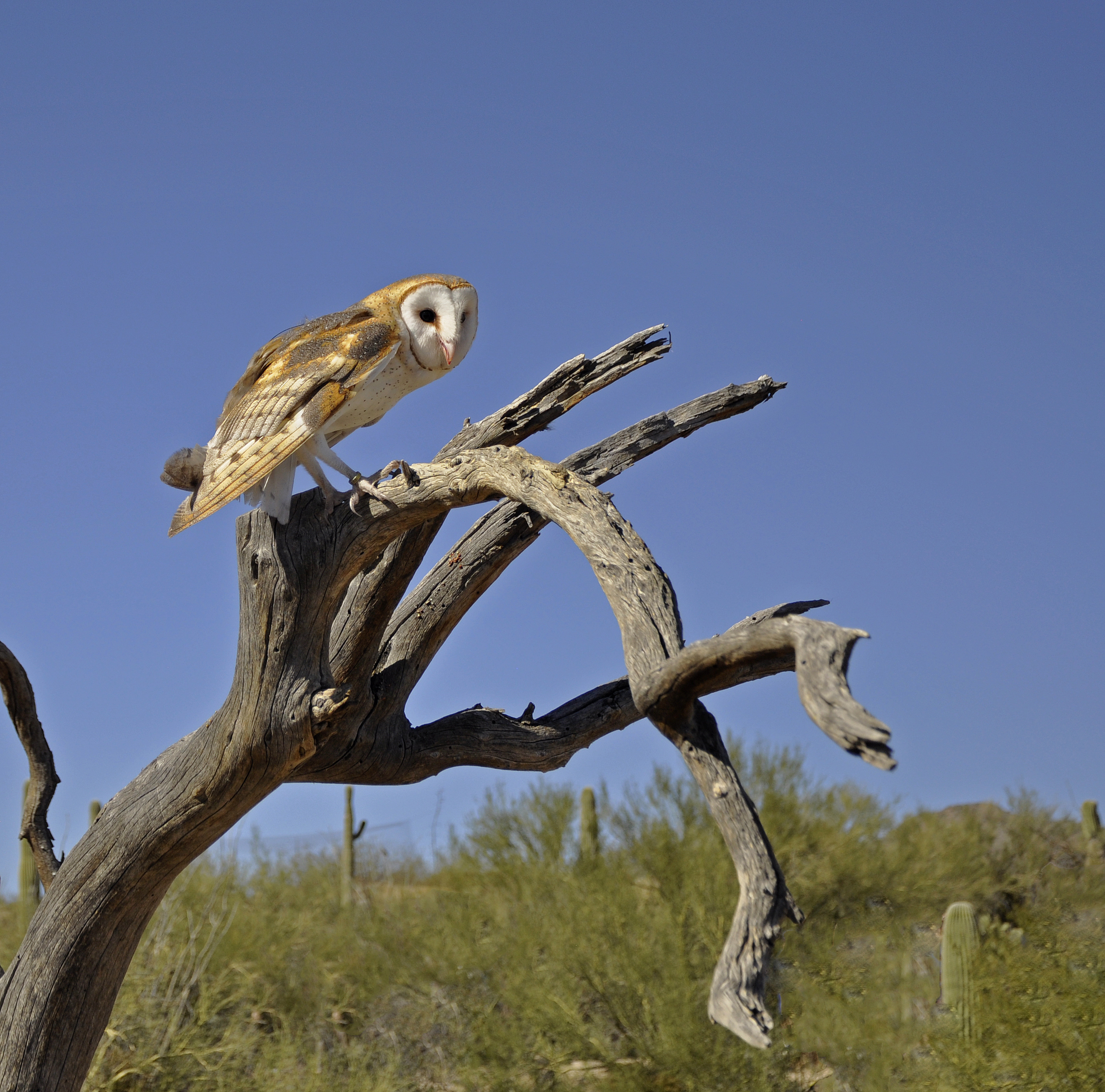
Tyto furcata.
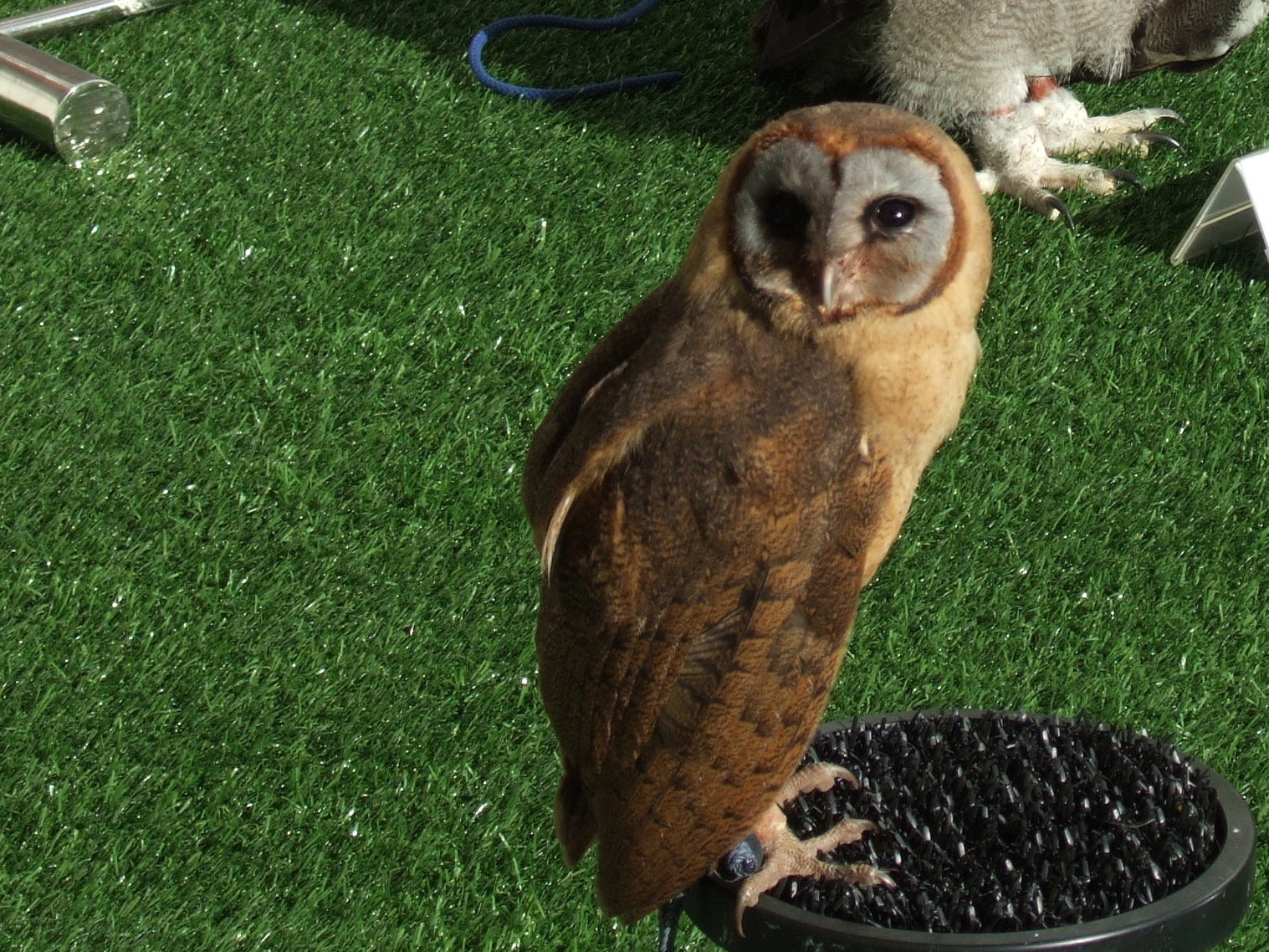
Tyto glaucops.
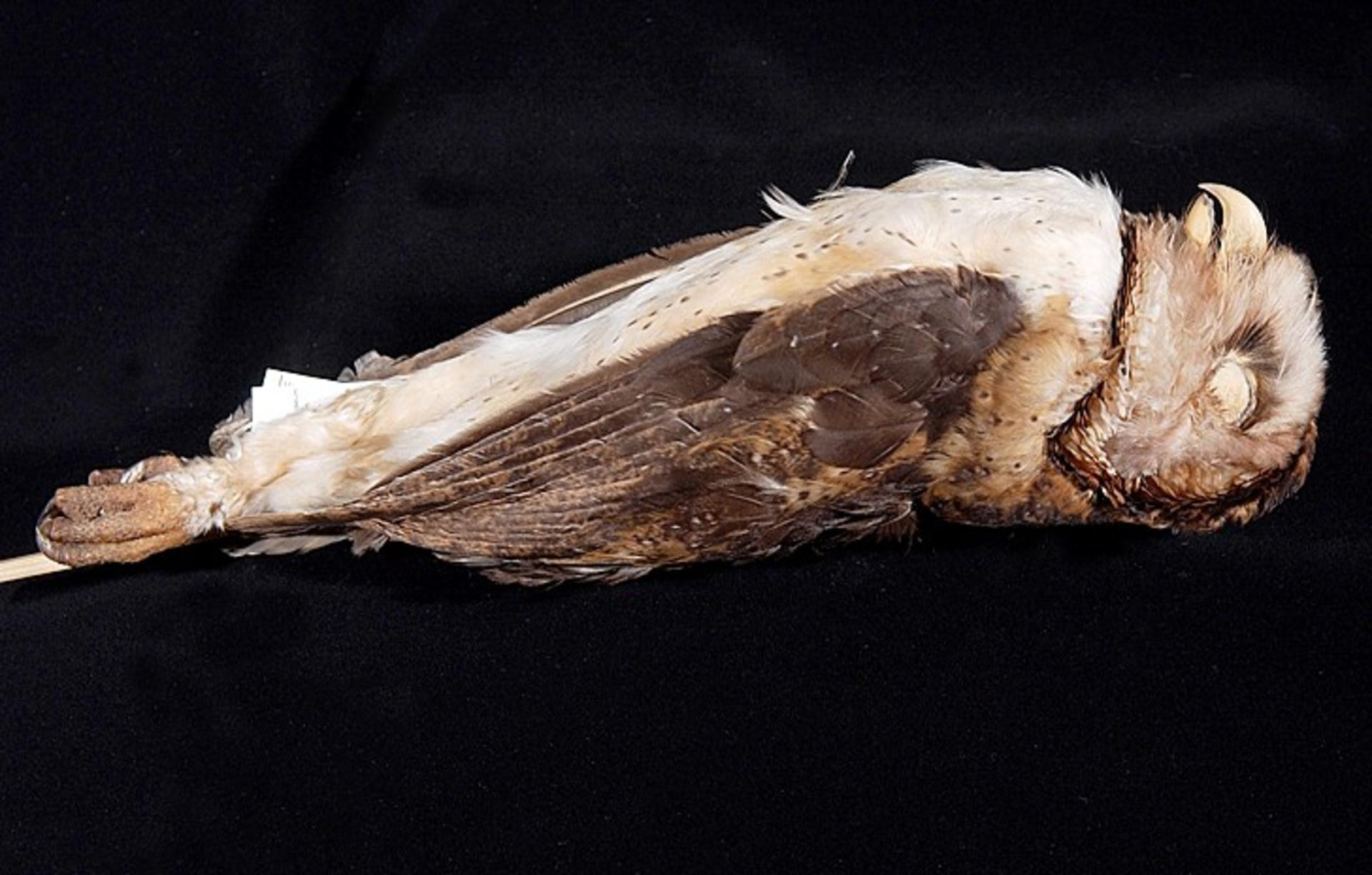
Tyto inexspectata.
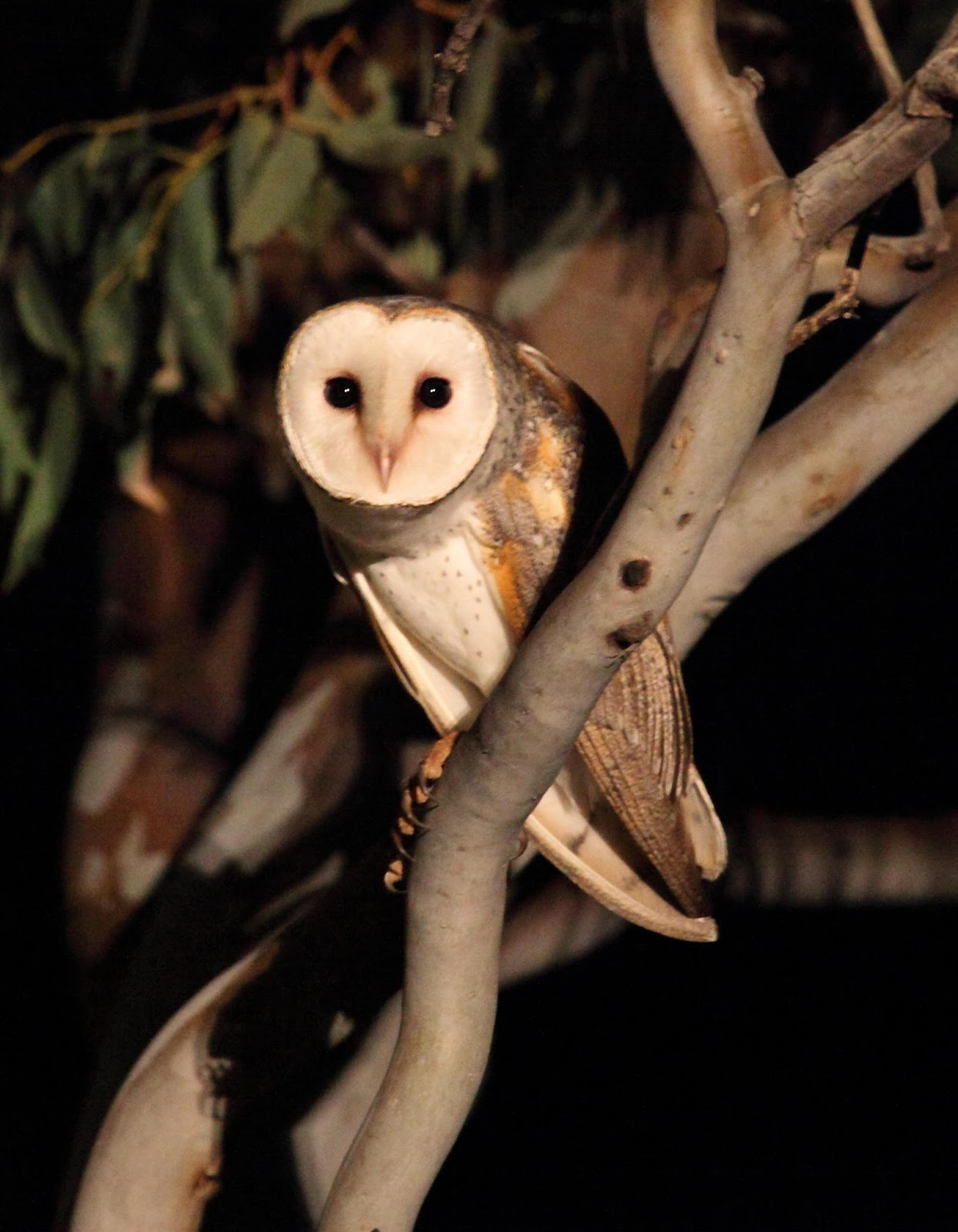
Tyto javanica.
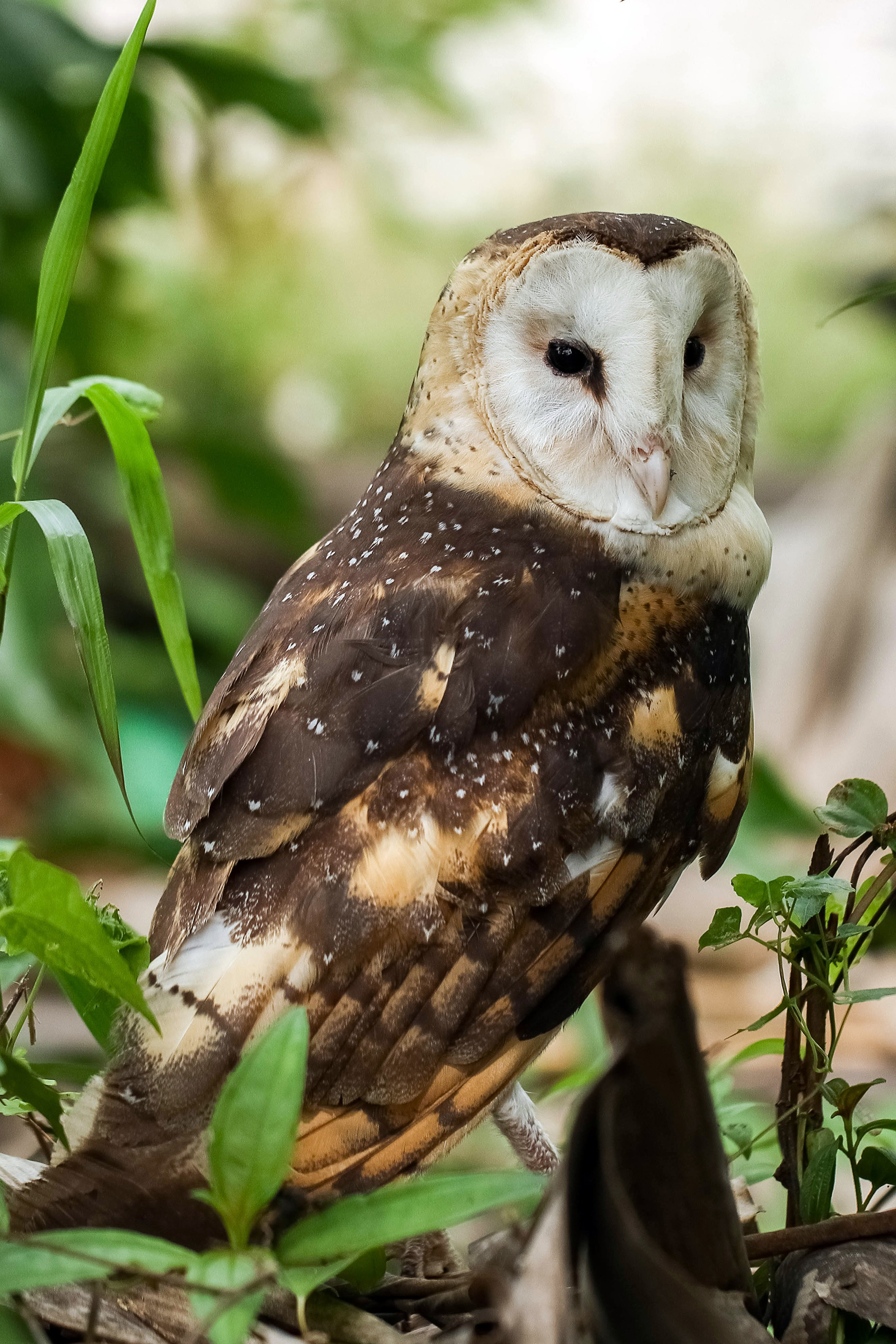
Tyto longimembris.
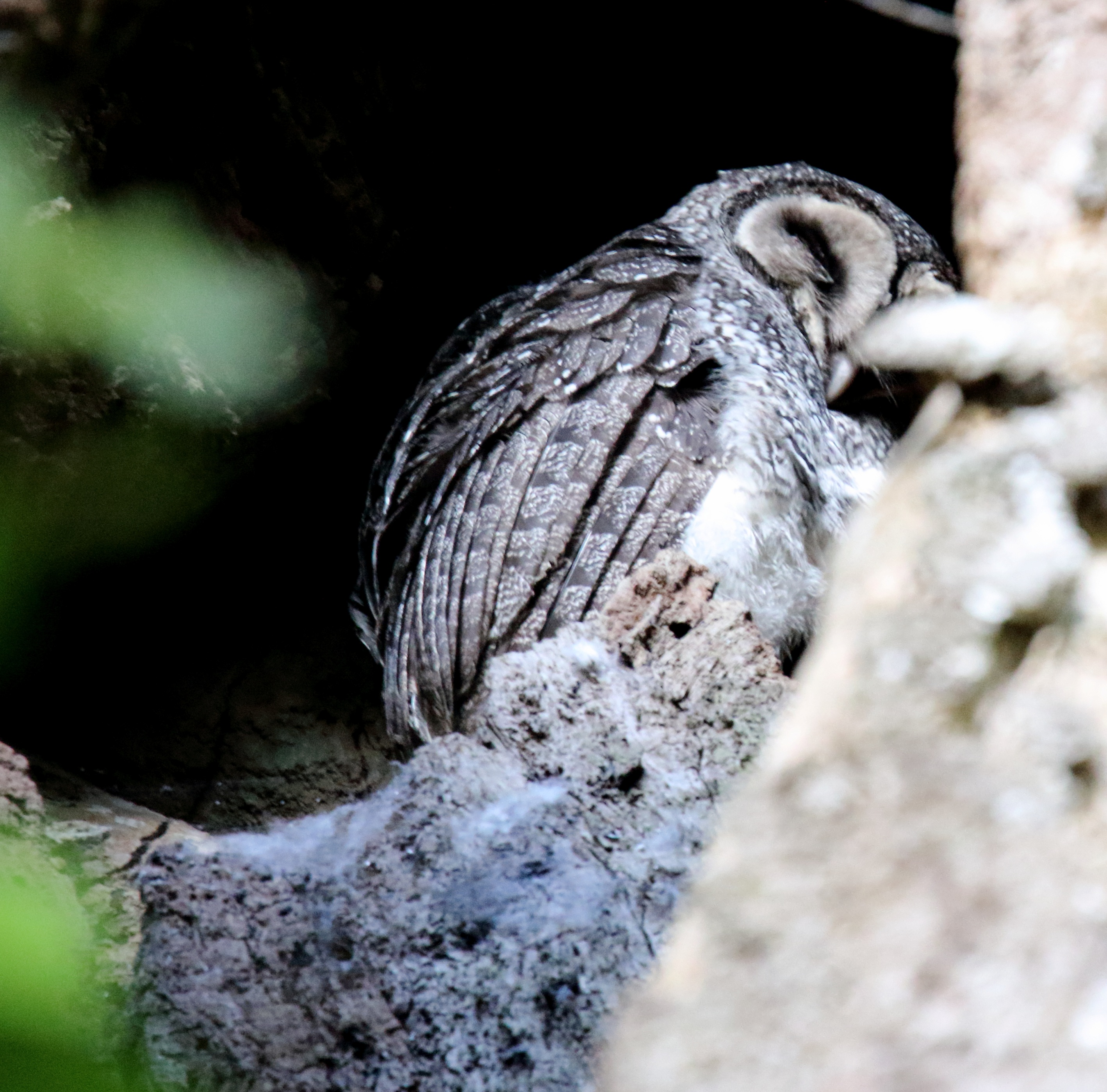
Tyto multipunctata.
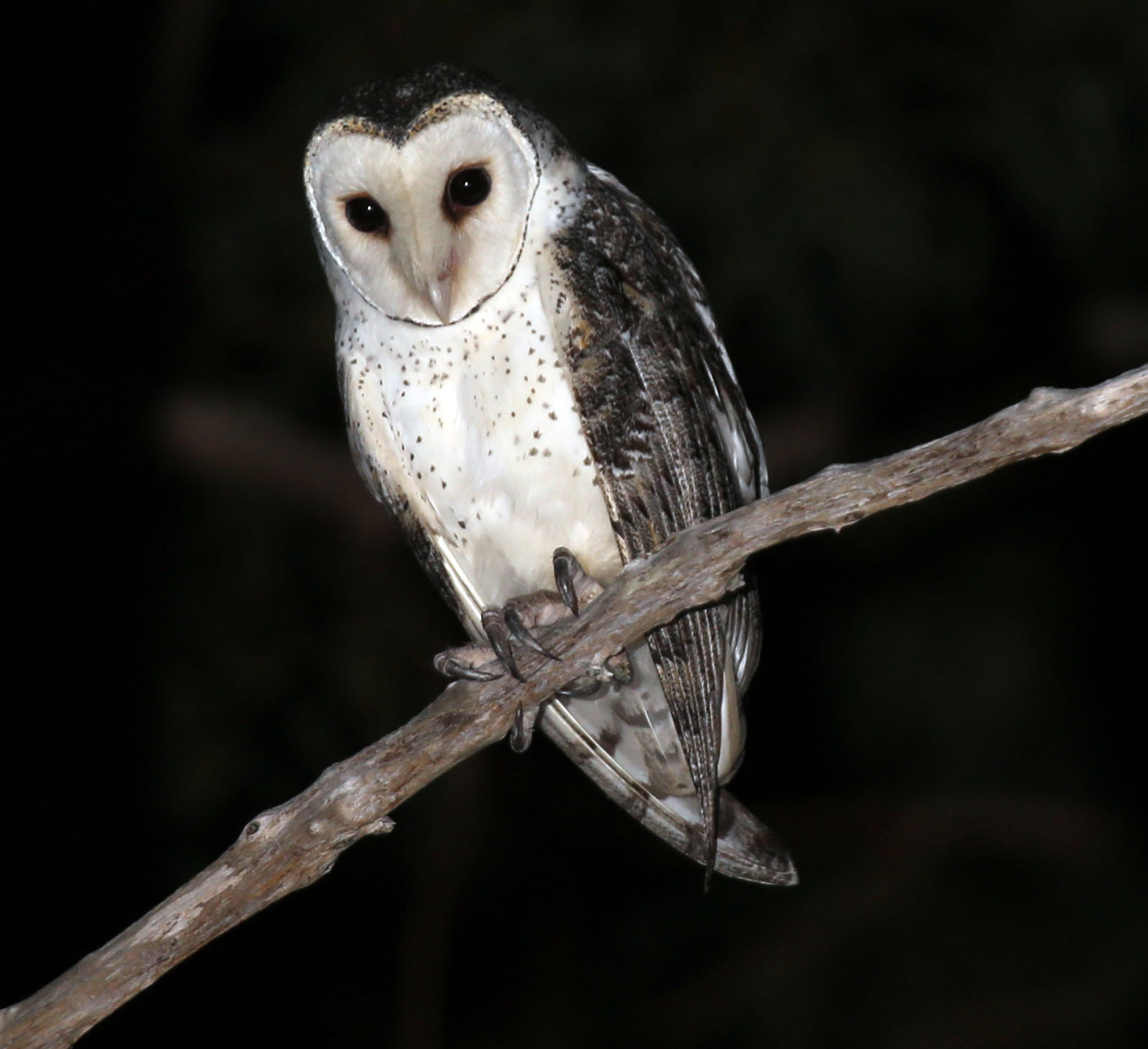
Tyto novaehollandiae.
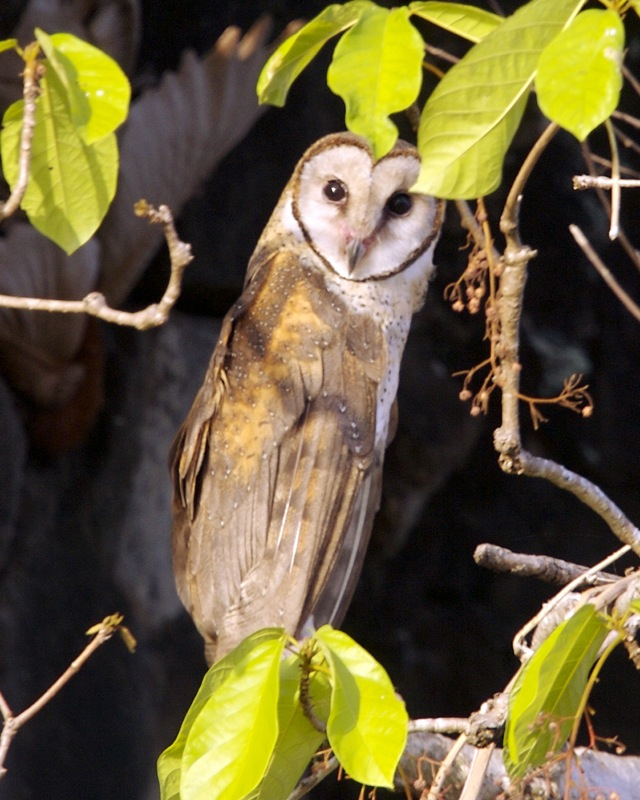
Tyto rosenbergii.
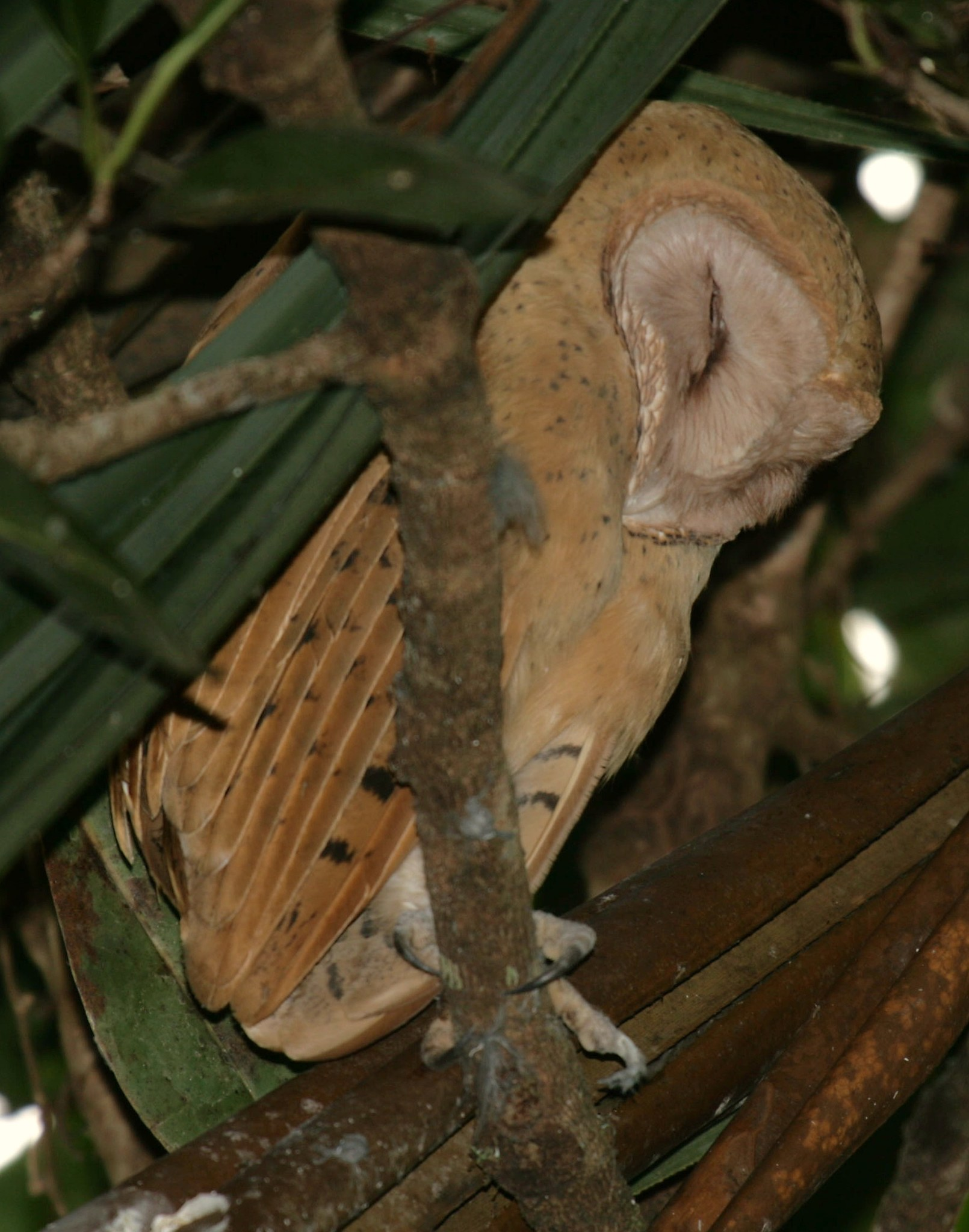
Tyto soumagnei.
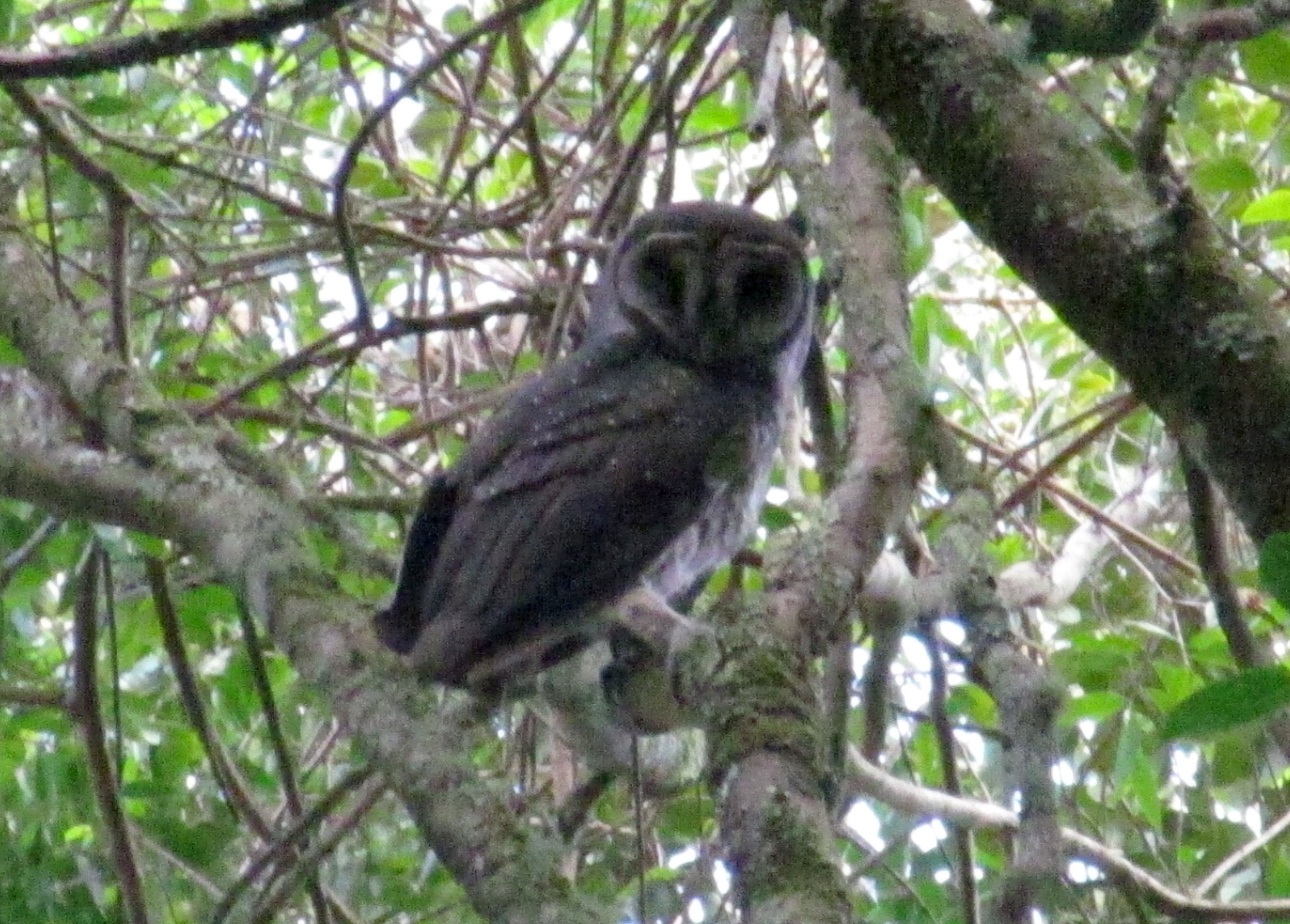
Tyto tenebricosa.
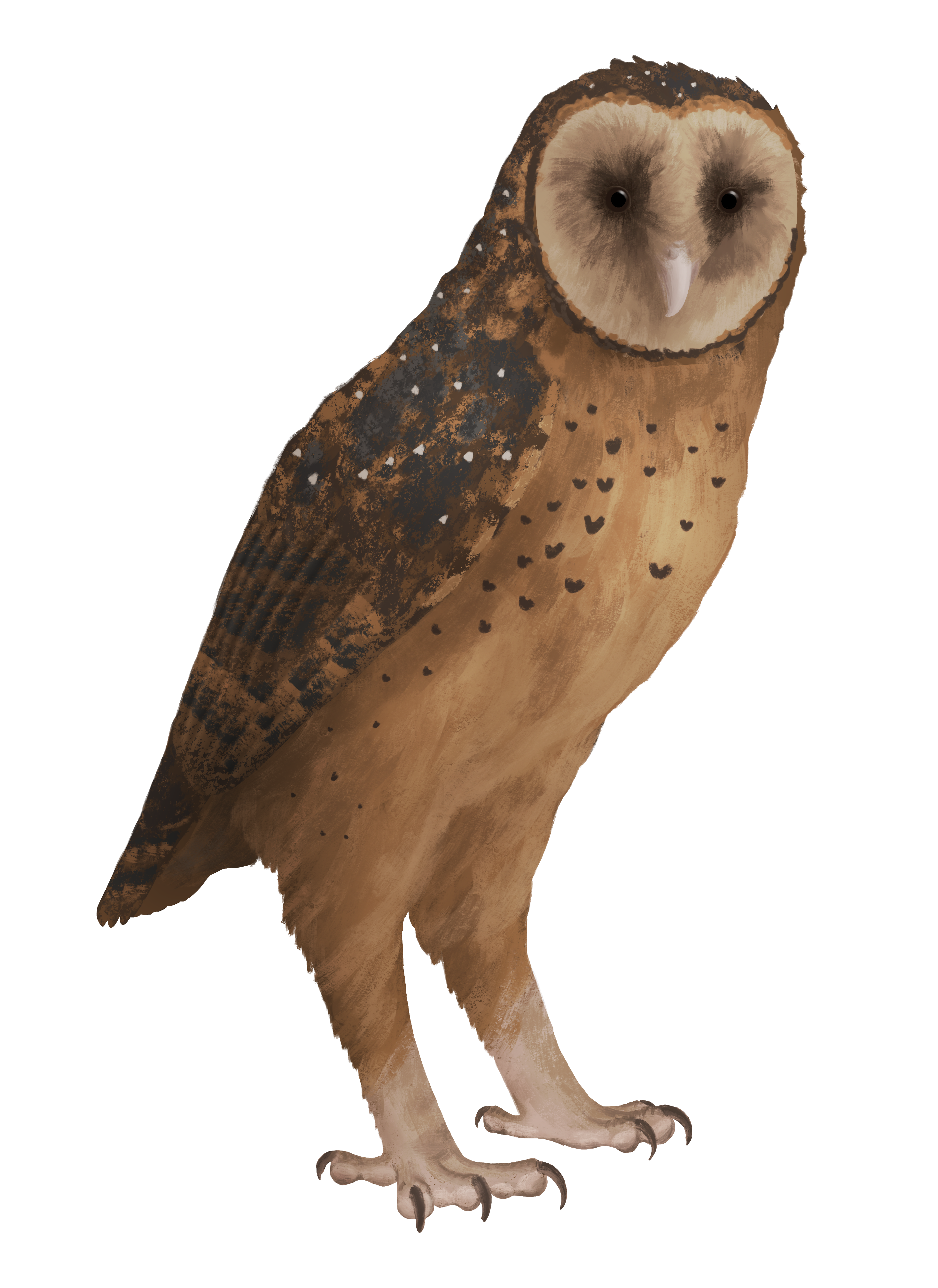
Tyto pollens (espèce disparue).
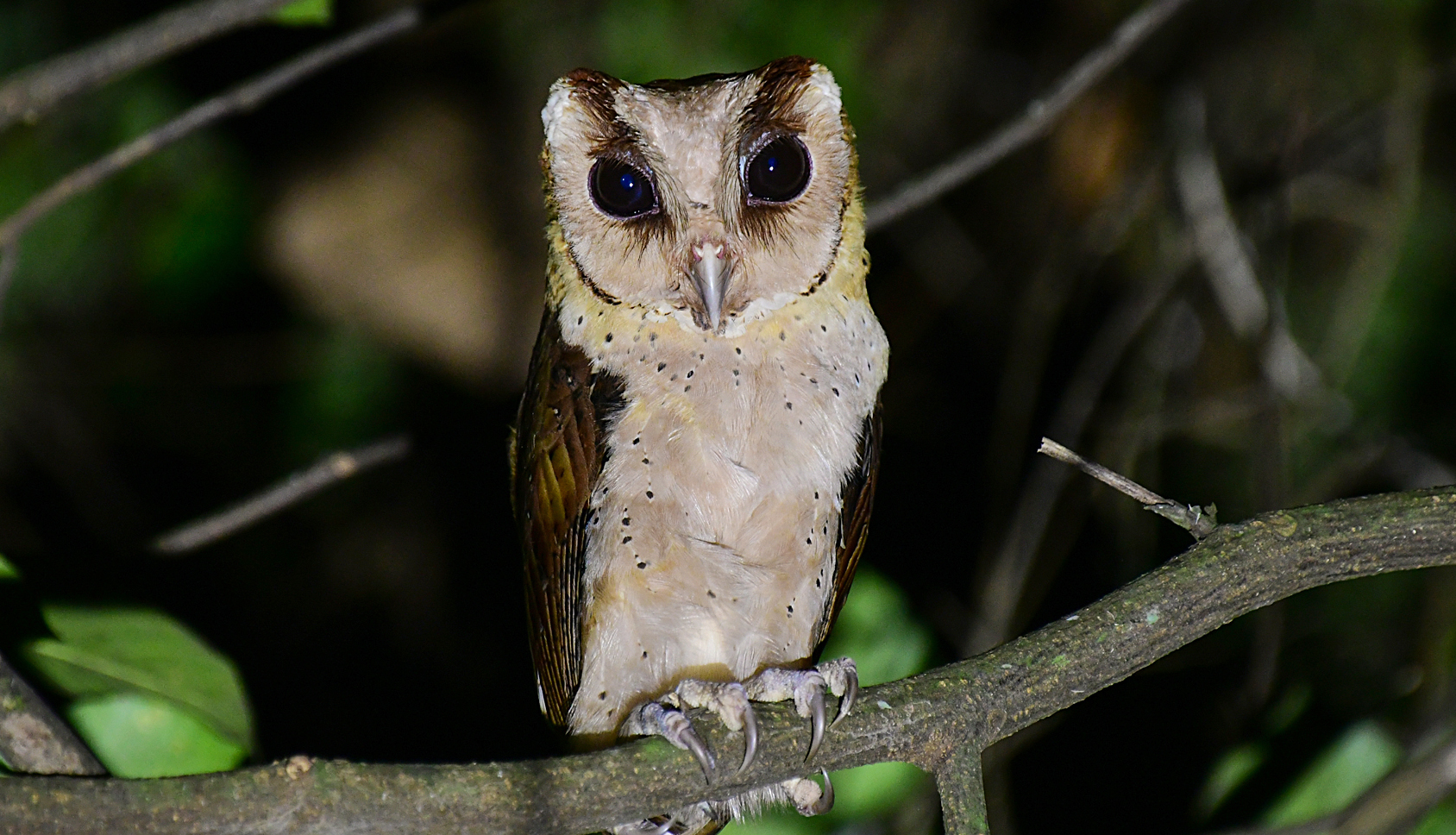
Phodilus assimilis.
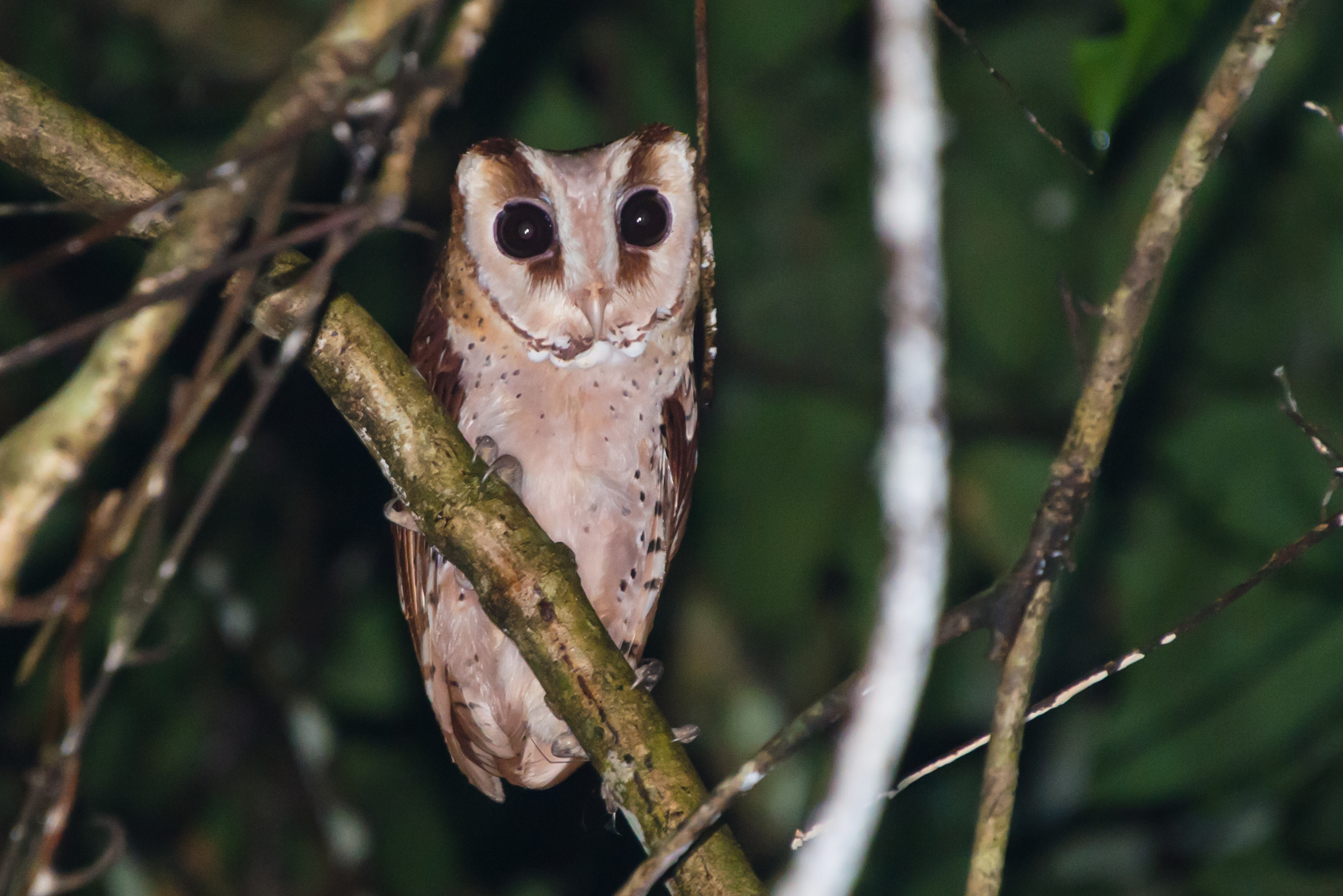
Phodilus badius.